# Nim Lik
Nīm Līk, ou Mamalīk é uma localidade do Afeganistão, localizada na província de Josjã.